# Конных, Пётр Яковлевич
Пётр Яковлевич Конных (1912, Большая Ничка, Красноярский край — 1978, Большая Ничка, Красноярский край) — бригадир тракторной бригады Колмаковской МТС Минусинского района Красноярского края. Герой Социалистического Труда (07.01.1948).

## Биография
В 1912 году в семье крестьян родился Пётр Конных. Отучился 5 классов в сельской школе, а затем получил профессию механизатора.
Начал трудиться в местном колхозе «Путиловец», а в 1942 году возглавил тракторную бригаду Колмаковской МТС Минусинского района, целиком состоявшую из женщин.
По итогам сбора урожая в 1947 году бригада Конных сумела получить 22,5 центнера пшеницы с гектара на площади 208 гектаров.
Указом от 7 января 1948 года за получение высоких урожаев пшеницы был удостоен звания Герой Социалистического Труда.
В дальнейшем урожаи продолжали расти, а по итогам работы за 1948 года Андрей Александрович был награждён вторым орденом Ленина.
Проживал в родном селе Большая Ничка. Умер в 1978 году.

## Награды
Имеет следующие награды, за трудовые успехи:
- Герой Социалистического Труда (07.01.1948);
- Орден Ленина (07.01.1948).